# Vlagyimir Nyikolajevics Vojnovics
Vlagyimir Nyikolajevics Vojnovics (Владимир Николаевич Войнович), (Sztalinabad, 1932. szeptember 26. – Moszkva, 2018. július 27.) orosz író, többek között az Ivan Csonkin közlegény élete és különleges kalandjai című regény szerzője.

## Élete és pályája

### A Szovjetunióban
Vlagyimir Vojnovics 1932-ben az akkori Tádzsik Szovjet Szocialista Köztársaság fővárosában, Sztalinabadban született, amely neve 1961 óta Dusanbe. Apja újságíró volt. Az író fia, Pavel Vojnovics építész, történész és író kikutatta, hogy apai ágon ősük a montenegrói Marko Vojnović volt, aki a 18. században az orosz haditengerészethez szegődött és tengernagy lett. 1936-ban Vlagyimir Vojnovics apját letartóztatták úgymond szovjetellenes agitálás és propaganda miatt, és öt év büntetőtáborra ítélték. 1941-ben a frontra küldték, és ott rokkant lett. Anyja zsidó származású volt, ő is előbb újságíró, majd matematikatanár.
A háború alatt és után a család többször költözött egyik városból vagy faluból a másikba. Zaporizzsjában Vlagyimir Vojnovics szakiskolába járt 1948-ig, majd asztalosként dolgozott egy gyárban. 1951 és 1955 között katonai szolgálatot teljesített, ennek egy részét a Lengyelországban állomásozó szovjet csapatokban. Itt repülőgépmotor-szerelői kiképzést is kapott. Ekkor gondolt arra, hogy költő legyen, és gyakorolta a versírást. Küldött is verseket egy vidéki katonai újságnak, de csak az egyiket jelentették meg. Ez időben családja Kercsben telepedett le, ahol apja újra újságíróként dolgozott. Újságában jelentek meg 1955-ben előbb álnév alatt a fia még a katonaságnál írt egyes versei, majd a katonai szolgálat után ugyanitt saját nevén egyéb versei. Beiratkozott a középiskola utolsó osztályába és 1956-ban elvégezte esti tagozaton.
Azonnal az iskola elvégzése után Vlagyimir Vojnovics Moszkvába ment, ahol előbb segédmunkásként vasútfelújításon, majd tanult mesterségével lakóház- építkezésen dolgozott és munkásszálláson lakott. Szabadidejében irodalmi önképzőkörbe és irodalmárok előadásaira járt. Kétszer próbált bejutni a Makszim Gorkij Irodalmi Főiskolára, de nem vették fel, majd 1957-ben hivatástudat nélkül bejutott az N. K. Krupszkaja Tanárképző Főiskola történelemkarára. Itt nem nagyon járt az előadásokra, hanem folytatta a versírást, és publikált a főiskola lapjában, valamint egyes újságokban. Ugyanakkor kispróza írását is gyakorolta. 1958-ban a nyári szünidőben diáktársaival együtt Kazahsztánba ment a szűzföldeken dolgozni. Folytonos anyagi gondjai voltak a csekély ösztöndíja miatt, ezért 1959-ben otthagyta a főiskolát és azután több újságírói állást töltött be ideiglenesen.
1960-ban próbaidőre szerkesztő lett az országos rádió szatíra és humor osztályán. Ott egyszer szükség volt a világűr meghódításáról dalszöveget írni, és nem volt pillanatnyilag olyan tapasztalt dalszövegíró, akivel szokásosan együttműködtek. Vállalta Vojnovics és megírta a Четырнадцать минут до старта (Tizennégy perc az indulásig) című dal szövegét, amely adásba ment és azonnal népszerű lett. Azután kb. még negyven dal szövegét írta meg, és anyagi helyzete jelentősen megjavult. 1961-ben közölték a Novij Mir folyóiratban a Мы здесь живём (Mi itt élünk) című kisregényét. A Tizennégy perc az indulásig a szovjet űrhajósok kedvenc dala lett. Énekelték föld körüli útjukon Jurij Gagarin, majd 1962-ben Andrijan Nyikolajev és Pavel Romanovics Popovics. Fogadva az utóbbiakat visszatérésükkor, Nyikita Hruscsov, a Szovjetunió akkori első embere is idézte. E sikernek köszönhetően Vlagyimir Vojnovics közismert lett, és 1962-ben felvették az írószövetségbe.
1963-ban Vlagyimir Vojnovics elkezdte a Жизнь и необычайные приключения солдата Ивана Чонкина (Iván Csonkin közlegény élete és különleges kalandjai) című szatirikus regény írását, de amikor fejezeteket adott belőle megítélésre a Novij Mir szerkesztőségének, nem találták megfelelőnek a politikai rendszer szempontjából. 1966-ban a rendszer ellen úgy kezdett megnyilvánulni, hogy kérvényeket írt alá Andrej Szinyavszkij és Julij Danyiel írók védelmében, akiket azért ítéltek el, mert Nyugaton jelentettek meg írásokat. Később is aláírt ilyen kérvényeket egyéb ellenzékiek üldözése miatt. Egyelőre még eltűrték az olyan nem túl hangos rendszerellenes megnyilvánulásokat, mint amilyenek a Vojnovicséi voltak, de 1968-ban, amikor elkezdődött a prágai tavasz, a kulturális intézmények és a kommunista párt hivatalnokai már nyomást gyakoroltak rá, hogy vonja vissza úgymond szovjetellenes elemeket védelmező aláírásait, vádolták a sajtóban, nem közölték írásait és leállították a forgatókönyvei nyomán készülő filmek forgatását, valamint színdarabjai előadását.
1969-ben az a hír jutott el hozzá, hogy könyvének első része beleegyezése nélkül megjelent Frankfurt am Mainban orosz emigránsok Granyi című folyóiratában. Az író szerint ez úgy történhetett meg, hogy elolvasásra adott belőle másolatokat több ismerősnek, el is veszített példányokat, így a megírt fejezetek szamizdatban terjedtek tudta nélkül, és valakik kijuttatták. A nyomások még nagyobbak lettek, és az író komoly anyagi gondokkal küszködött. Ezért el tudták érni tőle, hogy nyilvánosan tiltakozzon műve megjelentetése ellen, de azután is csak álnév alatt dolgozhatott, majd 1972-ben újból publikálhatott saját nevén.
1973-ban immár ő maga juttatta ki a Csonkin-regény egészét a párizsi YMCA Press emigráns orosz kiadónak, de nem adták ki azonnal. A cenzúra ellen tiltakozó levelet is kijuttatott, és ismert lett Nyugaton ottani rádióadások révén. 1974-ben kizárták az Írószövetségből, de felvette tagjai közé a Nemzetközi PEN Club francia központja. 1975-ben megjelent a Csonkin eredetije, de még azelőtt több országban jelentették meg ennek fordításait. Ezekért kapott honoráriumokból élhetett meg. 1976-ban a Bajor Szépművészeti Akadémia levelező tagja lett. Folytatta rendszerellenes tevékenységeit. Többek között Vaszilij Grosszman egyik barátja átadta neki annak az írónak az Élet és sors című regény kéziratának az egyik megmaradt példányát, amit Vojnovics kijuttatott Nyugatra, ahol meg is jelent. Addig az a hiedelem élt, hogy a kézirat mindegyik példányát 1960-ban elkobozta a KGB. Vojnovicsot próbálták megfélemlíteni, de nem mentek a letartóztatásáig, mert már túl ismert volt külföldön. 1980-ban értésére adták, hogy hagyja el az országot. Meg is tette a Bajor Szépművészeti Akadémia meghívására.

### Emigrációban
Második feleségével és gyermekükkel a bajorországi Stockdorf faluban telepedtek le. Eleinte könyvek megjelentetésén kívül Vojnovics humoros írásokat írt a BBC orosz nyelvű adása számára, előadásokat tartott Nyugat-Európában és az Amerikai Egyesült Államokban, valamint interjúkat adott. 1981-ben megfosztották állampolgárságától, és politikai menedéket kapott Nyugat-Németországban. Azután egy évig meghívott professzorként dolgozott a Princetoni Egyetemen, majd 1983-tól 1987-ig a Szabadság Rádiónak is dolgozott.
1985-ben a Szovjetunióban elkezdődött az ország első emberévé vált Mihail Gorbacsov által kezdeményezett reformok folyamatos megvalósulása. 1988-ban először jelent meg Oroszországban, a Junoszty folyóiratban a Csonkin-regény. 1989-ben Vojnovics megkapta a német állampolgárságot, és először térhetett vissza hazájába. Ugyanabban az évben újra az Egyesült Államokba ment egy évre ösztöndíjasként a washingtoni Kennan Intézet meghívására. 1990-ben visszakapta a szovjet állampolgárságot, és lakást is kapott Moszkvában. Mikor itt, mikor Münchenben lakott, ahol a családja maradt. Hazájában kiadták az addig betiltott és az újabb műveit.

### Újból Oroszországban
2004-ben végleg visszaköltözött Oroszországba. Ott folytatta úgy írói, mint társadalmi tevékenységét. Még 1994-ben elkezdett festeni is naiv stílusban. Több személyes kiállítása volt Oroszországban, Németországban és Bécsben.
Az író úgy látta, hogy Oroszországban a politikai rendszer áldemokratikus lett, ahol gyakorlatilag egypártrendszer van, az Egységes Oroszország párté, és szembekerült vele. Többek között 2001-ben személyiségek nyílt levelét írta alá a független NTV tévécsatorna védelmében. 2003-ban több személyiséggel együtt a csecsenföldi háború leállítását követelte. 2014-ben a Krím elcsatolása előtt több értelmiségivel együtt felhívást írt alá ez ellen való tiltakozásra.
Humanitárius téren az író a Vera (Hit) hospice ellátást biztosító szervezetek támogatására alakított alap igazgatótanácsa elnökségének a tagja volt.
Vlagyimir Vojnovics 1957-ben házasodott meg először, de 1965-ben elvált, és ugyanabban az évben újraházasodott. Második felesége, akivel együtt emigrált, 2004-ben elhunyt. Ugyanabban az évben, Oroszországban telepedve le, az író harmadszor is megházasodott. Az első feleségével két gyerekük született: egy lány, aki 2006-ban halt meg, és egy fiú, Pavel Vojnovics, építész, történész és író, aki Montenegróban él. A második feleségével is van egy lánya, Olga Vojnovics, aki német nyelvű író.
Az író 2018-ban hunyt el.

## Főbb művei
Vlagyimir Vojnovics verseket, dalszövegeket, regényeket, kisregényeket, novellákat, színdarabokat, esszéket és rádiónak szánt szövegeket írt. A versírásról lemondott, mivel nem tartotta magát elég jó költőnek. Alább a jelentősebb prózai műveinek orosz nyelvű első megjelenései.

### A Szovjetunióban, kivándorlása előtt
- Мы здесь живём (Mi itt élünk), 1961[13][14] – kisregény;
- Хочу быть честным (Becsületes akarok lenni), 1963[15] – kisregény;
- Расстояние в полкилометра (Félkilométernyi távolság), 1963[15] – novella;
- Смеётся тот, кто смеётся (Nevet az, aki nevet), 1964[16] – sorozatban megjelent kollektív regény, amelynek Vojnovics az egyik szerzője nyolc másikkal együtt;
- Два товарища (Két barát), 1967[17] – kisregény;
- Степень доверия. Повесть о Вере Фигнер (A bizalom foka. Vera Fignerrről(wd) szóló kisregény).[18]

### Külföldön, kivándorlása előtt és alatt
- Жизнь и необычайные приключения солдата Ивана Чонкина (Iván Csonkin közlegény élete és különleges kalandjai), 1969[19][20] – az 1975-ben megjelent regény első része.
- Путём взаимной переписки (Kölcsönös levelezés útján), 1973[21] – kisregény.
- Жизнь и необычайные приключения солдата Ивана Чонкина, 1975[22] az író legismertebb regénye. Később, amikor megjelent a folytatása, e kötet címe Лицо неприкосновенное (Érinthetetlen személy) lett, az első címe pedig a majdani trilógiájé. Főhőse a Szovjet Hadsereg kiskatonája, akit közvetlenül az 1941-es háború kitörése előtt egy faluba küldenek azzal a paranccsal, hogy őrizzen egy lerobbant repülőgépet, de elkezdődik a háború és megfeledkeznek róla. Szerelmi viszonyt kezd egy ottani fiatal nővel, beilleszkedik a falu életébe, és jól érzi magát. Csakhogy az egyik lakos feljelenti mint katonaszökevényt, és az  NKVD le akarja tartóztatni, de ő ellenáll a kapott parancsot teljesítve. Azután a hadsereg egy egész ezrede jön ellene. Ennek is ellenáll, majd tisztázódik, miért állt ellen, és ki is tünteti az ezredes hősiességért. Végül mégis letartóztatják és elhurcolják.[23]
- Происшествие в «Метрополе» (Incidens a Metropolban), 1975.[24]
- Иванькиада, или Рассказ о вселении писателя Войновича в новую квартиру (Ivanykiász avagy Novella Vojnovics író új lakásba való költözéséről), 1976.[25]
- Претендент на престол: Новые приключения солдата Ивана Чонкина (A trónkövetelő. Iván Csonkin közlegény újabb kalandjai), 1979.[26]
- Фиктивный брак (Fiktív házasság), 1983[27] – vígjáték.
- Трибунал (A bíróság), 1985 a BBC orosz nyelvű adásában elhangzott színdarab.
- Антисоветский Советский Союз (Szovjetellenes Szovjetunió), 1985[28] – esszék gyűjteménye.
- Москва 2042 (Moszkva 2042), 1989[29] utópisztikus regény, amelyben a szerző mintegy előrelátja Oroszország jövőjét. A szerző alter egója 1982-ben időutazást tesz a 2042-es év Moszkvájába, ahol az uralkodó ideológia a szovjet és az ortodox egyház ideológiájának ötvözete és az elnök egy volt KGB-tiszt.[30]
- Шапка (A kucsma) (1988).[31] E kisregény főszereplője egy középszerű író. Az írószövetség olyan minőségű szőrmekucsmákat oszt tagjainak, amelyek megfelelnek annak, ahogyan az írókat megítélik. Ez az író csak macskaszőrméből készültet kap, és jobbat követel, de hiába.[32]

### A Szovjetunióban és Oroszországban 1988 után
- Запах шоколада (Csokoládéillat), 1997[33] – novellák.
- Монументальная пропаганда (Monumentális propaganda) (2000)[34] Ez a regény egy kisvárosi megrögzött sztálinista nő életútját követi a hruscsovi desztalinizáció időszakától a posztszovjet korszakig, amely idő alatt nem sokat változik az oroszok mentalitása, és a jövő is hátborzongatónak ígérkezik.[35]
- Портрет на фоне мифа (Arckép mítosz-háttérrel), 2002[36] – Alekszandr Szolzsenyicinről szóló kritikus esszé.
- Перемещённое лицо (Menekült személy), 2007[37] – a Csonkin-trilógia befejező regénye.
- Автопортрет. Роман моей жизни (Önarckép. Életem regénye), 2010.[38]
- Малиновый пеликан (A karmazsinvörös pelikán), 2016[39] – regény.
- Фактор Мурзика (A Murzika faktor), 2017[40] – novelláskötet, amelyben A Murzika faktor először jelent meg.

## Adaptációk
- 1974 – Не пройдёт и года… (Egy év sem telik el...) – szovjet tévéfilm a Хочу быть честным (Becsületes akarok lenni) című kisregény nyomán;[41]
- 1990 – Кот домашний средней пушистости (Közepesen bolyhos házimacska) – egy másik szerzővel együtt írt színdarab A kucsma nyomán;[42]
- 1990 – Шапка (A kucsma) – szovjet mozifilm;[43]
- 1992 – Mačka domáca (A házimacska) – szlovák tévéfilm A kucsma nyomán;[44]
- 1994 – Život a neobyčejná dobrodružství vojáka Ivana Čonkina (Iván Csonkin közlegény élete és különleges kalandjai) – nemzetközi koprodukciójú mozifilm Jiří Menzel rendezésében;[45]
- 2001 – Два товарища (Két barát) – orosz mozifilm az azonos című kisregény nyomán;[46]
- 2007 – Приключения солдата Ивана Чонкина (Iván Csonkin közlegény kalandjai) – nyolcrészes orosz tévésorozat a trilógia első regénye nyomán;[47]
- 2009 – Только не сейчас (Csak ne most) – orosz–lengyel mozifilm a Запах шоколада (Csokoládéillat) novella nyomán.[48]

A Csonkin trilógia első kötetét többször adaptálták színpadra. Az egyik az 1995-ben bemutatott Julij Klim és Vlagyimir Daskevics Как солдат Иван Чонкин самолёт сторожил (Hogyan őrzött Iván Csonkin közlegény egy repülőgépet) című vígjátéka.

## Fogadtatása
Vlagyimir Vojnovics előbb a Szovjetunióban lett ismert az 1960-as években nagyon népszerű dalszövegeinek köszönhetően. Azután a Csonkin trilógia első kötete révén lett nemzetközileg is ismert. Értékelik benne azt, hogy szeretettel mutatja be kisember főhősét, hogy humoros, és hogy szatirikusan idézi fel a sztálini rendszer abszurdumait: a hadseregben, a falu életében és a társadalom egyéb területein uralkodó állapotokat. Számos nyelvre fordították le. Magyar kiadása: Iván Csonkin közlegény élete és különleges kalandjai; ford. Hetényi Zsuzsa; Gabo, Bp., 2005 ISBN 9-63-731840-2.
Egyéb magyarul megjelent művei:

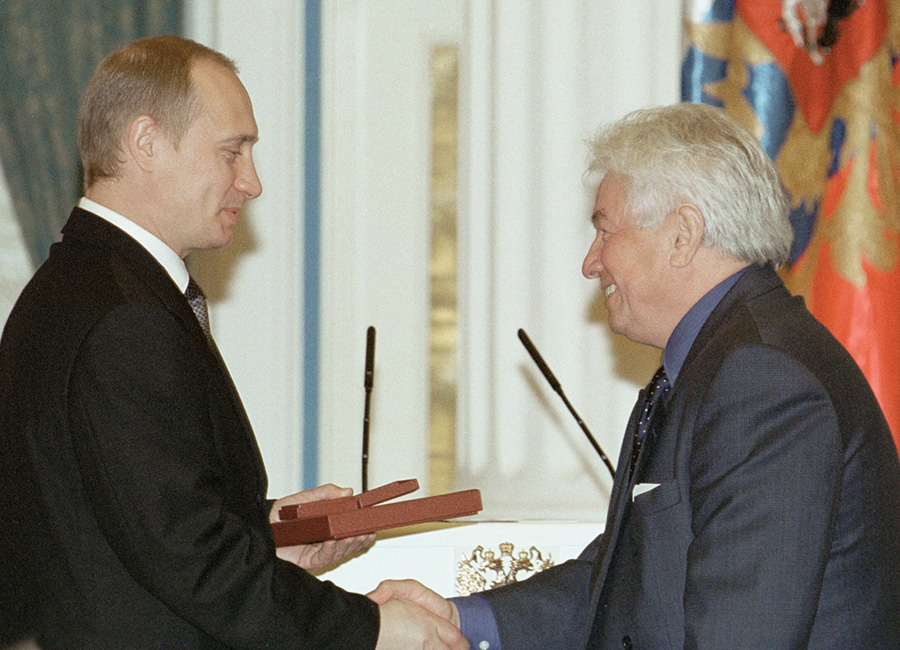
Vlagyimir Putyin átadja Vlagyimir Vojnovicsnak az Orosz Föderáció állami díját (2001. június 12.).

- A kucsma; ford. Weisz Györgyi; Geopen, Bp., 2005
- Moszkva 2042; ford. Hetényi Zsuzsa, Abonyi Réka, Egeres Katalin; Gabo, Bp., 2006
- Monumentális propaganda; ford. Dési Edit, Rónai Gábor; Gabo, Bp., 2006

### Elismerései
- 1976 – a Bajor Szépművészeti Akadémia levelező tagja;
- 1999 – Friedrich Joseph Haass(wd)-díj;[51]
- 2000 – az Orosz Föderáció állami díja(wd) a Monumentális propaganda című regénynek;[52]
- 2002 – Író civil bátorságáért járó Andrej Szaharov-díj(wd);[52]
- 2016 – Lev Kopelev-díj(wd);[53]

Vlagyimir Vojnovics az Orosz Művészeti Akadémia tiszteletbeli tagja is volt.